# William Lionel Wyllie
Pour les articles homonymes, voir Wyllie.
William Lionel Wyllie (5 juillet 1851 à Camden Town, Londres-6 avril 1931 à Primrose Hill, Londres) est un peintre anglais.

## Biographie
Il a été inhumé au château de Portchester.

## Œuvres dans les musées
- National Maritime Museum
- Musée des beaux-arts du Canada